# Roland Ducke
Roland Ducke (* 19. November 1934 in Bensen; † 26. Juni 2005 in Jena) war ein deutscher Fußballspieler und -trainer.

## Herkunft und Familie
Der in der Tschechoslowakei geborene Roland Ducke wurde zum Ende des Zweiten Weltkriegs mit seiner Familie vertrieben und wuchs in Schönebeck auf. Sein jüngerer Bruder Peter ist ebenfalls ein ostdeutsches und insbesondere Jenaer Fußballidol.

## Sportliche Laufbahn

### Gemeinschafts- und Clubstationen
Mit elf Jahren begann Roland Ducke 1946 bei Organa Schönebeck mit dem Fußballspielen. Aus seiner nächsten Gemeinschaft, Genossenschaft Schönebeck, entwickelte sich später die Betriebssportgemeinschaft BSG Motor, in der Ducke schon mit 17 Jahren in der 1. Mannschaft eingesetzt wurde. Mit dieser Elf gelang ihm 1953/54 der Aufstieg aus der drittklassigen Bezirksliga Magdeburg ins ostdeutsche Unterhaus, in dem er 1954/55 als sehr torgefährlicher Außenstürmer die Späher der Sportclubs auf sich aufmerksam machte. In der Jahresmitte 1955, die mit der Umstellung vom Herbst-Frühjahr- auf den Kalenderjahr-Modus im DDR-Fußball verbunden war, wechselte er nach Jena.
Für den SC Motor Jena, im Januar 1966 in den FC Carl Zeiss Jena umstrukturiert, bestritt der gelernte Maschinenbauschlosser zwischen 1957 und 1971 344 Spiele in der Oberliga, in denen er 51 Tore erzielte. Zuvor half er federführend dabei mit, aus der Liga ins Fußballoberhaus aufzusteigen. Nur 14 Spieler wurden in der höchsten Spielklasse des sogenannten Arbeiter- und Bauernstaates häufiger in Erstligapartien eingesetzt. Alle drei DDR-Meister-Titel der Jenaer und ein FDGB-Pokalsieg fallen in diese Zeit.
Zum Abschluss der Oberligaspielzeit 1962/63 benannten die Oberligatrainer in einer Umfrage der Zeitschrift Deutsches Sportecho Roland Ducke als besten Linksaußenstürmer. 1970 wurde er zum Fußballer des Jahres gewählt.

### Auswahleinsätze
Für die Fußballnationalmannschaft der DDR lief Roland Ducke zwischen 1958 (Debüt gegen Rumänien) und 1967 (Abschied gegen Dänemark) in 37 Länderspielen auf und schoss dabei fünf Tore. Sowohl sein erstes als auch sein letztes A-Länderspiel gewann die DDR jeweils mit 3:2 im Leipziger Zentralstadion.
1959 trat Ducke mit der ostdeutschen Olympiaauswahl gegen die bundesdeutsche Amateurnationalelf in zwei Ausscheidungsspielen für das olympische Fußballturnier 1960 in Rom an. In jener der eigentlichen Qualifikation in Gruppe 2 vorgeschalteten innerdeutschen Auseinandersetzung siegten die DFB-Vertreter gegen das DFV-Team in beiden Partien. In der B-Nationalmannschaft wurde Ducke in fünf Partien eingesetzt.

## Weiterer Werdegang
Nach seiner aktiven Karriere arbeitete Ducke auch als Fußballtrainer, unter anderem als Jugendtrainer beim FC Carl Zeiss Jena. Am 26. Juni 2005 starb Roland Ducke im Alter von 70 Jahren im Universitätsklinikum Jena an Prostatakrebs. Er hinterließ einen Sohn.

## Trivia

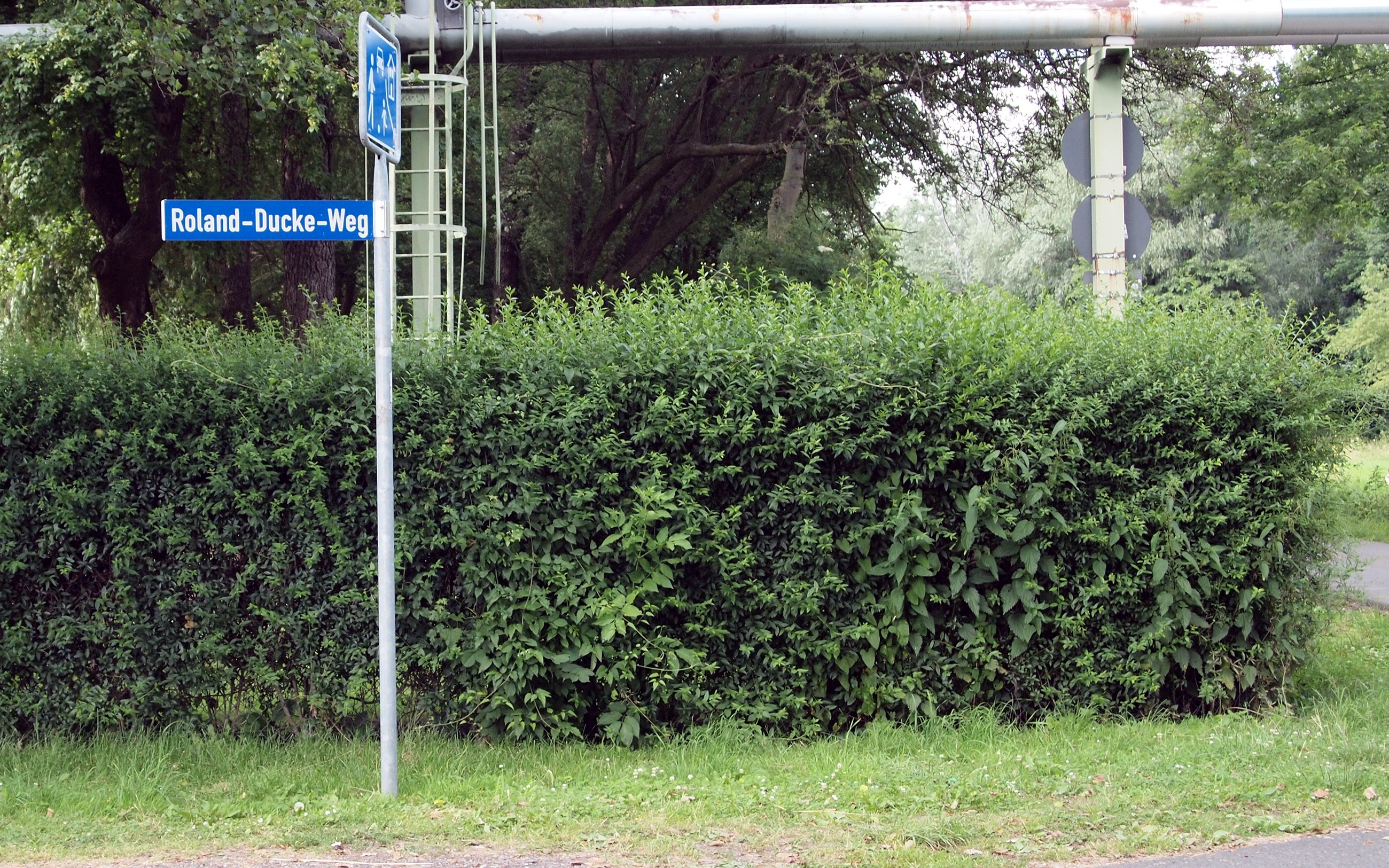
Roland-Ducke-Weg im Jenaer Volkspark Oberaue

In unmittelbarer Nähe seiner ehemaligen Wirkungsstätte, dem Ernst-Abbe-Sportfeld in Jena wurde am 14. Mai 2014 der Roland-Ducke-Weg eingeweiht. Hierfür wurde der auf dem Gelände der Sportanlage verlaufende Teil der Oberaue umbenannt.